# 绿水种畜场
绿水种畜场，是中国内蒙古自治区兴安盟科尔沁右翼前旗下辖的一个类似乡级单位。

## 行政区划
绿水种畜场共辖以下地区：绿水种蓄场虚拟生活区。